# دائرة أحواز أكادير
دائرة أحواز أكادير هي إحدى دوائر عمالة أكادير إدا وتنان، التابعة لجهة سوس ماسة، المملكة المغربية. تضم الدائرة 3 جماعات قروية، وبلغ عدد سكانها 34209 فرداً سنة 2004 حسب الإحصاء الرسمي للسكان والسكنى. يتبع للدائرة 10 مشيخة و59 دوار.

## التقسيمات الإداريّة
تعتبر دائرة أحواز أكادير إحدى الدوائر المشكّلة لعمالة أكادير إدا وتنان، وهو التقسيم الإداري من المستوى الرابع المعتمد في المغرب. ينقسم عمالة أكادير إدا وتنان إلى 12 جماعات قروية تختلف من حيث السكان والمساحة، والتي بدورها تنقسم إلى مشيخات تضم عدداً من الدواوير.